# Vladimír Talla
Vladimír Talla (ur. 3 lipca 1973 w Ostrawie) – czeski szachista i trener szachowy (FIDE Trainer od 2012), arcymistrz od 2010, sędzia klasy międzynarodowej od 2000 roku.

## Kariera szachowa
W 1990 r. zajął V m. w finale mistrzostw Czechosłowacji juniorów do 18 lat, natomiast w 1991 r. zdobył tytuł mistrza Moraw juniorów w tej samej grupie wiekowej. W 2000 r. zajął II m. (za Gediminasem Sarakauskasem) w kołowym turnieju w Ołomuńcu, natomiast w 2001 r. podzielił II m. (za Michaiłem Kisłowem, wspólnie z Pavlem Simackiem, Władimirem Siergiejewem i Stanisławem Zawadzkim) w otwartym turnieju w Trzyńcu. W 2004 r. podzielił I m. w Pieszczanach oraz podzielił II m. (za Patrykiem Łagowskim) w Trzyńcu, wystąpił również w drużynie Międzynarodowego Szachowego Stowarzyszenia Osób Niepełnosprawnych Narządu Ruchu na szachowej olimpiadzie w Calvii. W 2006 r. zwyciężył w Orłowej i Hawierzowie, zajął II miejsca w Ostrawie (za Siergiejem Berezjukiem) i we Frydku-Mistku (za Jewgienijem Gajsinem) oraz był trzeci (za Stanisławem Sawczenko i Siergiejem Owsiejewiczem) w Pucharze Wojewody w Legnicy. W 2007 r. zajął II m. (za Stepanem Zilką) we Frydku-Mistku oraz podzielił II m. (za Marcinem Dziubą, wspólnie z Marcinem Tazbirem, Mikulasem Manikiem i Radosławem Jedynakiem) w Cieplicach. W 2008 r. zajął I m. w Hawierzowie oraz Bańskiej Szczawnicy, natomiast w 2009 r. wypełnił arcymistrzowskie normy na mistrzostwach Europy w Budvie oraz na czeskiej drużynowej Ekstralidze, zdobył również brązowy medal indywidualnych mistrzostw Czech oraz podzielił I m. w Orłowej (wspólnie z Martinem Neubauerem) i we Wrocławiu (Puchar Wojewody, wspólnie z Łukaszem Cyborowskim, Ołeksandrem Sułypą i Martinem Krawciwem). W 2010 r. zwyciężył w Starym Měście.
Najwyższy ranking w dotychczasowej karierze osiągnął 1 maja 2010 r., z wynikiem 2505 punktów zajmował wówczas 15. miejsce wśród czeskich szachistów.
Pełni funkcję sekretarza generalnego Międzynarodowego Szachowego Stowarzyszenia Osób Niepełnosprawnych Narządu Ruchu.